# Нон (город в Германии)
Нон (нем. Nohn) — община в Германии, в земле Рейнланд-Пфальц.
Входит в состав района Вульканайфель. Подчиняется управлению Хиллесхайм. Население составляет 432 человека (на 31 декабря 2010 года). Занимает площадь 11,07 км².

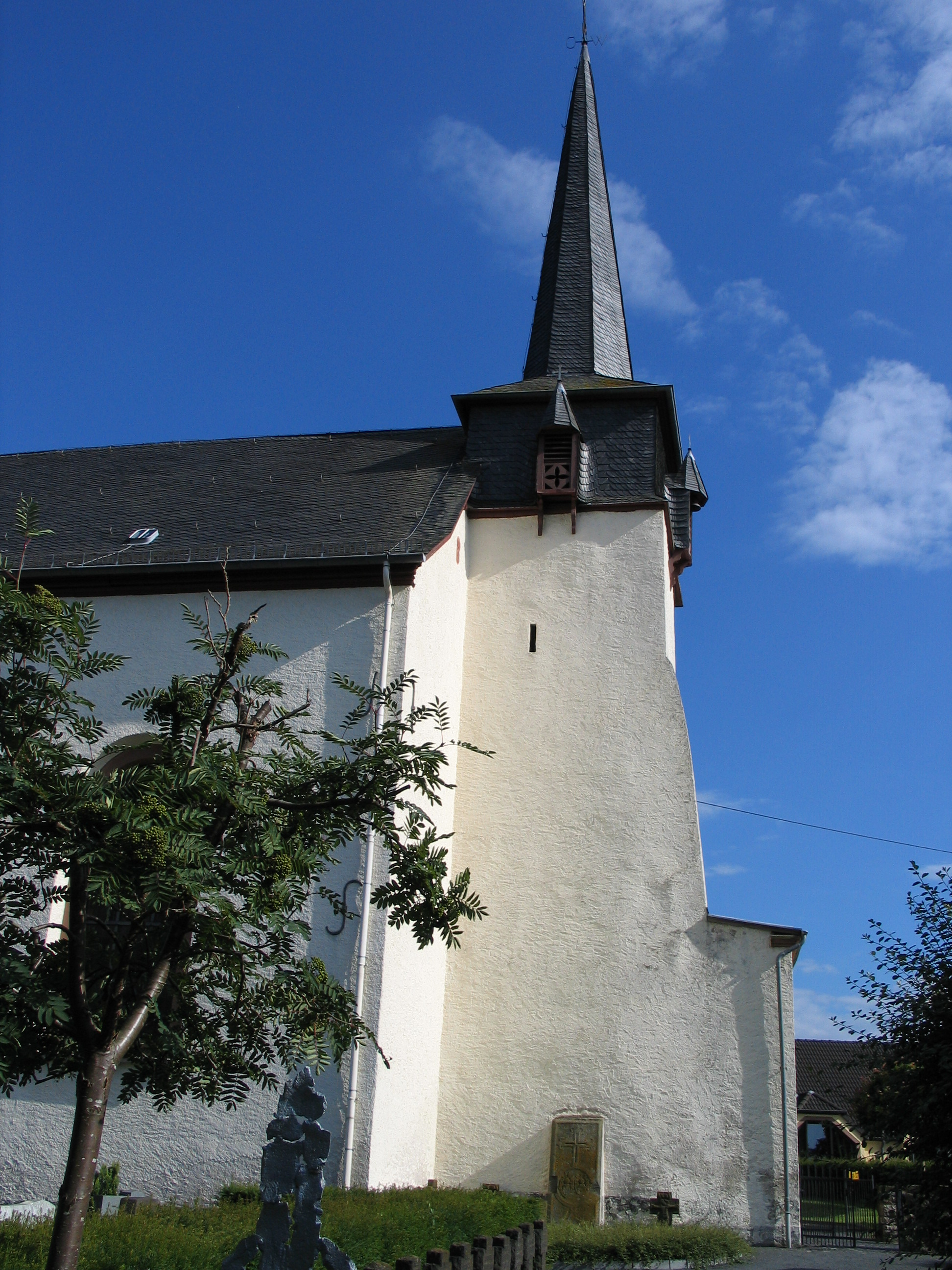
Нон